# Inglismaldie Castle

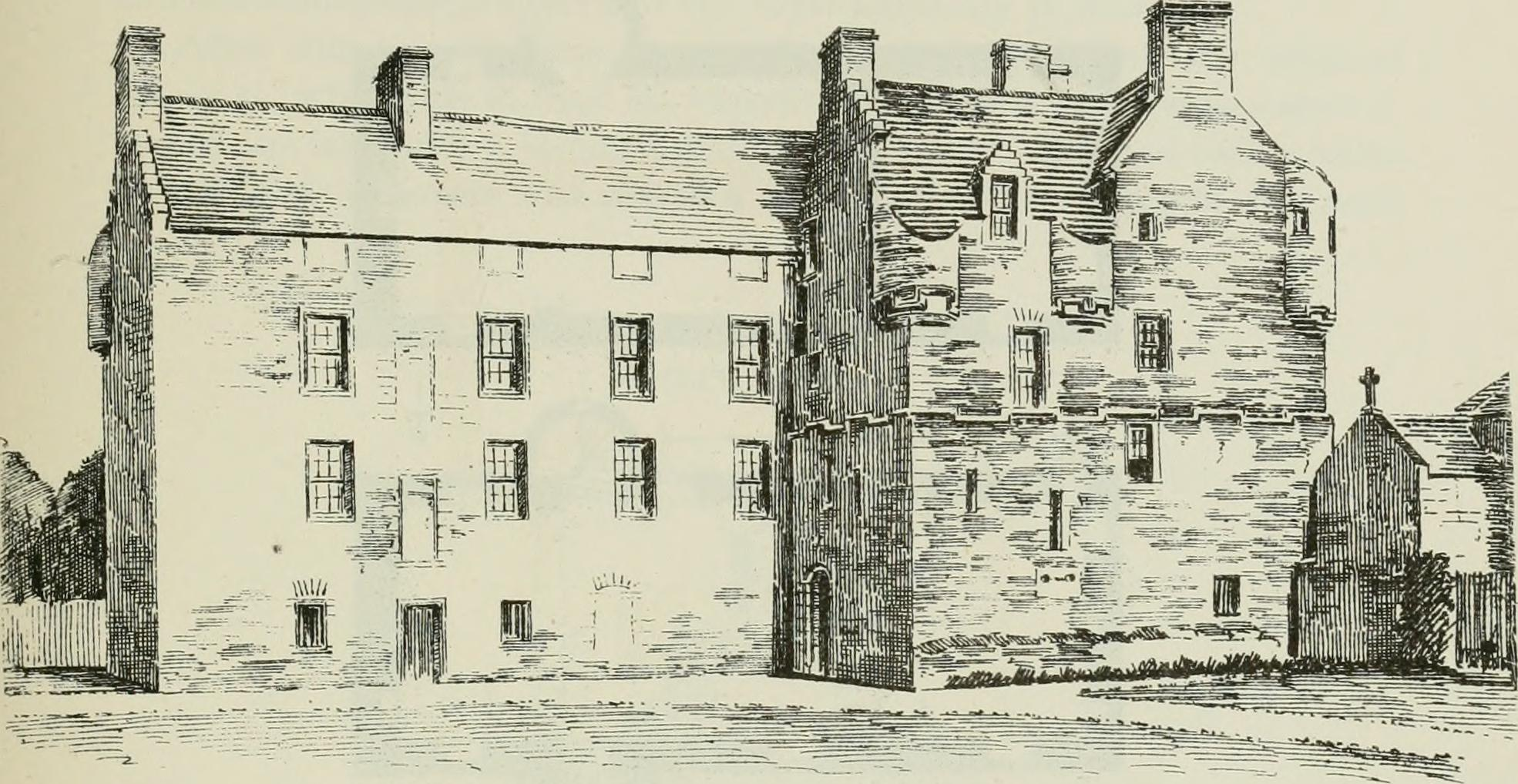
Inglismaldie Castle

Inglismaldie Castle ist ein Tower House nahe der schottischen Ortschaft Marykirk in der Council Area Aberdeenshire. 1972 wurde das Bauwerk in die schottischen Denkmallisten in der Denkmalkategorie B aufgenommen. Während die zugehörigen Gärten als Kategorie-C-Bauwerk geschützt sind, wurde das Taubenhaus in die höchste Denkmalkategorie A aufgenommen.

## Geschichte
Das Tower House wurde im Jahre 1636 errichtet. Seine Tourellen wurden vermutlich erst nach dem 17. Jahrhundert ergänzt. Der Südostflügel stammt aus dem mittleren 18. Jahrhundert. Er wurde im Jahre 1882 durch den in Aberdeen ansässigen Architekten James Matthews überarbeitet und der Südwestturm ergänzt. Zu dieser Zeit zählte Inglismaldie zu den Besitztümern der Earls of Kintore.

## Beschreibung
Inglismaldie Castle steht isoliert rund vier Kilometer westlich von Marykirk abseits der A90 und nahe dem linken Ufer des North Esk, welcher die Grenze zwischen Aberdeenshire und der benachbarten Council Area Angus, beziehungsweise historisch zwischen Kincardineshire und Forfarshire, markiert. Das dreistöckige Tower House weist einen L-förmigen Grundriss auf. Der spätere Flügel an der Südostseite ist zweistöckig ausgeführt. Er schließt mit einem Walmdach.

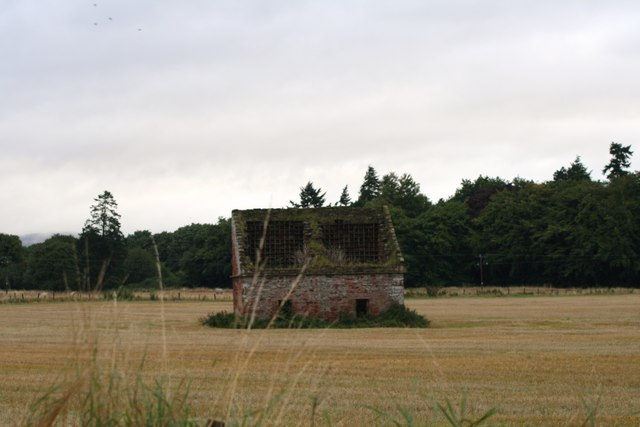
Das Taubenhaus

Eine Bruchsteinmauer umfriedet die nordwestlich des Tower House gelegenen Gärten. Rustizierte Torpfeiler mit Gesimsen und konkav-pyramidalen Kappen und abschließenden Kugeln begrenzen die Eingangspforte.
Das zwischen Tower House und North Esk gelegene Taubenhaus wurde im Laufe des 18. Jahrhunderts errichtet. Das rote Bruchsteinmauerwerk umschließt eine Fläche von 9 m × 4,8 m. Das Taubenhaus ist in zwei Räume unterteilt und schließt mit einem Pultdach. Im Inneren sind je Raum 760 Nistkästen gereiht. Das Dach ist zwischenzeitlich eingestürzt. 2007 wurde das Taubenhaus in das Register gefährdeter denkmalgeschützter Bauwerke in Schottland aufgenommen. Sieben Jahre später wurde sein Zustand als sehr schlecht bei gleichzeitig mäßiger Gefährdung eingestuft.